# Liste der Kulturgüter in Kandergrund
Die Liste der Kulturgüter in Kandergrund enthält alle Objekte in der Gemeinde Kandergrund im Kanton Bern, die gemäss der Haager Konvention zum Schutz von Kulturgut bei bewaffneten Konflikten, dem Bundesgesetz vom 20. Juni 2014 über den Schutz der Kulturgüter bei bewaffneten Konflikten sowie der Verordnung vom 29. Oktober 2014 über den Schutz der Kulturgüter bei bewaffneten Konflikten unter Schutz stehen.
Objekte der Kategorie A sind im Gemeindegebiet nicht ausgewiesen, Objekte der Kategorie B sind vollständig in der Liste enthalten, Objekte der Kategorie C fehlen zurzeit (Stand: 1. März 2024). Unter übrige Baudenkmäler sind geschützte Objekte zu finden, die im Bauinventar des Kantons Bern als «schützenswert» verzeichnet sind.

## Kulturgüter
| Foto |                                                                     | Objekt                                                | Kat. | Typ | Standort                                       | Beschreibung |
| ---- | ------------------------------------------------------------------- | ----------------------------------------------------- | ---- | --- | ---------------------------------------------- | --- |
| ja   | Datei hochladen · Wikidata zu Felsenburg Blausee-Mitholz (Q1404205) | Felsenburg, mittelalterliche Burgruine KGS-Nr.: 00969 | A    | F   | Blausee-Mitholz, Horeweid 196d 618000 / 153426 | Ruine einer Höhenburg auf einem Felssporn. Sie entstand Ende des 12. Jahrhunderts auf einem Felssporn und kontrollierte den Zugang zum Gemmipass. Nachdem sie 1400 in bernischen Besitz gelangte, verfiel sie ungenutzt. Erhalten geblieben sind der längsrechteckige Hauptturm und Reste der Umfassungsmauern |

## Übrige Baudenkmäler
Hinweis: Anstelle der KGS-Nummer wird als Objekt-Identifikator (ID) die Grundstücksnummer verwendet.
| ID   | Foto |                                                                        | Objekt                          | Typ | Standort                                         | Beschreibung |
| ---- | ---- | ---------------------------------------------------------------------- | ------------------------------- | --- | ------------------------------------------------ | ------------ |
| 3    | ja   | Datei hochladen · Wikidata zu Reformierte Kirche (1849/50) (Q55414738) | Reformierte Kirche (1849/50)    | G   | Bunderbach 88 617203 / 154951                    |              |
| 4    | BW   | Datei hochladen                                                        | Pfarrhaus (1843)                | G   | Bunderbach 86 617387 / 154979                    |              |
| 89   | BW   | Datei hochladen                                                        | Ehemaliges Bauernhaus (1734)    | G   | Guldeli 17 616991 / 156919                       |              |
| 117  | BW   | Datei hochladen                                                        | Ehemaliges Bauernhaus (1575)    | G   | Ausserrüteni 119 617343 / 156914                 |              |
| 161  | BW   | Datei hochladen                                                        | Bauernhaus (1795)               | G   | Ausserrüteni 123 617482 / 157089                 |              |
| 187  | BW   | Datei hochladen                                                        | Bauernhaus (Ende 16. Jh.)       | G   | Ausserkandergrund 51 616576 / 156487             |              |
| 208  | BW   | Datei hochladen                                                        | Bauernhaus (1781)               | G   | Holzi 129 617440 / 156449                        |              |
| 325  | BW   | Datei hochladen                                                        | Bauernhaus (1842)               | G   | Hubel 140 617622 / 156425                        |              |
| 342  | BW   | Datei hochladen                                                        | Ehemaliges Bauernhaus (1614)    | G   | Innerkandergrund 91 617247 / 154713              |              |
| 347  | BW   | Datei hochladen                                                        | Bauernhaus (1619)               | G   | Innerkandergrund 101 616987 / 154893             |              |
| 474  | BW   | Datei hochladen                                                        | Ehemaliges Bauernhaus (1618)    | G   | Innerrüteni 143 617527 / 156362                  |              |
| 485  | BW   | Datei hochladen                                                        | Ehemaliges Bauernhaus (1838)    | G   | Reckental 37 617000 / 156405                     |              |
| 527  | BW   | Datei hochladen                                                        | Bauernhaus (1791)               | G   | Becki 36 616939 / 156433                         |              |
| 543  | BW   | Datei hochladen                                                        | Bauernhaus (1777)               | G   | Blausee-Mitholz, Uf der Höji 236 617970 / 153054 |              |
| 560  | BW   | Datei hochladen                                                        | Bauernhaus (1731)               | G   | Bunderbach 85 617284 / 155089                    |              |
| 577  | BW   | Datei hochladen                                                        | Ehemaliges Bauernhaus (1779)    | G   | Engibrügg 65 617020 / 155899                     |              |
| 627  | BW   | Datei hochladen                                                        | Ehemaliges Bauernhaus (1577)    | G   | Büscheli 138 617682 / 156138                     |              |
| 997  | BW   | Datei hochladen                                                        | Ehemaliges Bauernhaus (1577)    | G   | Ausserrüteni 116b 617289 / 156848                |              |
| 1282 | BW   | Datei hochladen                                                        | Ehemaliges Bauernhaus (1786)    | G   | BKW-Strasse 93 616989 / 154734                   |              |
| 1285 | BW   | Datei hochladen                                                        | Bauernhaus (4. Viertel 16. Jh.) | G   | Egg 34 616994 / 156496                           |              |